# Caza du Chouf
Caza du Chouf (arabiska: قضاء الشوف) är ett distrikt i Libanon.   Det ligger i guvernementet Libanonberget, i den sydvästra delen av landet, 27 kilometer söder om huvudstaden Beirut.
Runt Caza du Chouf är det tätbefolkat, med 319 invånare per kvadratkilometer.